# Martha Bernays
Martha Bernays (Hamburgo, 26 de julio de 1861 - Londres, 2 de noviembre de 1951) fue la esposa del psicoanalista austríaco Sigmund Freud y madre de sus seis hijos.

## Biografía
Segunda hija de Berman Bernays y de Emmeline Philipp, nieta paterna del rabino de Hamburgo Isaac Bernays, Martha Bernays conoció a Freud, cinco años mayor que ella, en abril de 1882. Tras cuatro años de noviazgo, la pareja se casó el 14 de septiembre de 1886 en Hamburgo y sus cartas, según el biografo oficial de él, «no serían una contribución indigna a la gran literatura de amor del mundo.» Es curioso que su hermana pequeña Minna fuera una de las compañeras intelectuales más importantes de Freud. 

### Hijos
Fueron hijos de ambos:
- Matilde (1887-1978), casada con Roberto Hollitscher, sin descendencia.
- Juan Marti (1889-1967), casado con Ernestina Drucker, con quien tuvo dos hijos.
- Oliver (1891-1969), casado con Henny Fuchs; un hijo.
- Ernesto (1892–1970), casado con Lucía Brasch; tuvieron tres hijos.
- Sofía (1893–1920), casada con Max Halberstadt; dos hijos.
- Anna (1895-1982), soltera.[cita requerida]